# Doina Ciobanu
Doina Ciobanu (în rusă Дойна Чобану; n. 20 aprilie 1994, Chișinău, Republica Moldova) este o fashion bloggeriță și model, stabilită în Londra. Cunoscută ca având una dintre cele mai puternice branduri personale în industria modei, în Marea Britanie, precum și ca fiind una dintre „cele mai influente” în această industrie, Doina Ciobanu a avut prezentări de modă și a colaborat cu o listă de brand-uri de modă de lux, printre care se numără Agent Provocateur, Burberry, Versace.

## Carieră
Doina Ciobanu și-a lansat blog-ul de moda The Golden Diamonds în 2010, în perioada în care locuia în Republica Moldova. În timp ce încă locuia în Republica Moldova, ea a refuzat să urmeze universitatea la Sorbona în Paris, pentru a se dedica în totalitate carierei de model.
După mutarea la Londra, în 2014, a semnat un contract cu managerul lui Kate Moss, ca și promotoare în mediul digital, în același an, la scurt timp înainte de a semna, la nivel global, un contract cu Next Model Management, atât ca și promotoare dar și fotomodel, fiind prima moldoveancă care a făcut acest lucru și prima promotoare în mediul digital care să fi semnat un contract cu Next's London. În Londra, pe lângă dezvoltarea platforma ei The Golden Diamonds, a contribuit ca și corespondentă și scriitoare pentru publicații precum Byrdie, Elle si The Guardian, dar și ca public speaker la evenimente, cum ar fi WGSN Futures Awards, Festivalul de Marketing, Startup Grind și Web Summit. Activitatea ei mixtă în mediul online și prezența ei la un eveniment social în Londra, au etichetat-o drept „the super blogger legion” și „mega-blogger”.
Activitatea ei, atât online cât și offline, a fost recunoscută de Forbes în topul 19 Young Entrepreneurs și în topul de antreprenori din România, 30 Under 30, clasată de două ori ca fiind una dintre cele mai influente persoane în lumea modei, dar și în topul Elle, Best Personal Style.
Având prima prezentare de modă în Republica Moldova, echipa de management a Doinei Ciobanu a avansat promovarea acesteia pe o scară mai largă începând din 2015. Ulterior a condus campanii pentru branduri de lux, printre care Agent Provocateur, Bulgari, Bobbi Brown, Burberry, De Grisogono, Dior, Fendi, L'Oréal, La Perla, alături de Kendall Jenner, Jimmy Choo, Paul Smith, Tom Ford și Versace, și a apărut în lucrările fotografilor Ellen von Unwerth și Rankin.
Stilul ei și performanța ei în modeling au promovat-o în publicații, cum ar fi Elle, Glamour, Harper 's Bazaar, Marie Claire, Tatler, The Telegraph și în ediții internaționale ale revistei de modă Vogue. Ciobanu a atras, de asemenea, atenția presei masculine, fiind clasată în revista AskMen în topul 99 Women, din 2016, fiind etichetată de GQ Mexic drept una dintre „cele mai frumoase” bloggerițe și a devenit o apariție frecventă în ediția Britanică GQ, adesea prezentată ca Hottest Women of the Week și la evenimentele sociale ale acestora.

## Viața personală
Doina Ciobanu s-a născut la Chișinău, locuind acolo până la vârsta de 19 ani, înainte de a se muta în București și ulterior, la Londra.
A refuzat să studieze la Universitatea din Paris, dar a ales să finalizeze, la distanță, facultatea de Științe Politice și Istorie din cadrul Universității Libere Internaționale din Moldova.
Stabilită în Londra, a menținut un interes pentru viața politică în Republica Moldova și a declarat că se va întoarce acolo pentru a fi activă în acest sector. Doina Ciobanu vorbește limba engleză, română, rusă și în prezent învață limba franceză și spaniolă.